# Patricio Galaz
Patricio Galaz, född 31 december 1976, är en chilensk före detta fotbollsspelare. Mellan 2004 och 2005 spelade Galaz 12 landskamper för det chilenska landslaget.